# Heikki Suolahti
Œuvres principales
Sinfonia piccola
Répertoire
symphonie, opéra
Heikki Theodor Suolahti (né le 2 février 1920 à Helsinki – mort dans la même ville le 27 décembre 1936) est un compositeur finlandais.

## Biographie
Suolahti a étudié sous la direction d’Arvo Laitinen à Helsinki de 1929 à sa mort. En 1935, il compose Sinfonia piccola, qui fut jouée pour la première fois en février 1938 par Tauno Hannikainen. Hannikainen a également orchestré quelques-unes des mélodies de Suolahti. Sinfonia piccola fut publiée aux États-Unis en 1959. Suolahti meurt à l’âge de 16 ans. Il a laissé son opéra Pärttylin yö et quelques autres œuvres inachevées.
Suolahti, un grand admirateur de Richard Wagner, s’était fait promettre un voyage au Festival de Bayreuth durant l’été 1937 mais sa mort, due à une leucémie, l’en empêche.
Jean Sibelius était fasciné par Sinfonia piccola et il en fit les louanges à la mère de Suolahti après sa mort prématurée.

## Source
- (en) Cet article est partiellement ou en totalité issu de l’article de Wikipédia en anglais intitulé « Heikki Suolahti » (voir la liste des auteurs).